# Мелентеево
Мелентеево — деревня в муниципальном округе Егорьевск Московской области России . 

## Расположение
Деревня Мелентеево расположена в юго-западной части Егорьевского района, примерно в 22 км к югу от города Егорьевска. В 0,3 км к востоку от деревни протекает река Устынь. Высота над уровнем моря 117 м.

## История
До отмены крепостного права деревня принадлежала помещице Надежде Григорьевне де-Бриньи. После 1861 года деревня вошла в состав Раменской волости Егорьевского уезда. Приход находился в селе Раменки.
В 1926 году деревня входила в Мелентьевский сельсовет Раменской волости Егорьевского уезда.
До 1994 года Мелентеево входило в состав Раменского сельсовета Егорьевского района, а в 1994—2006 гг. — Раменского сельского округа.
Входит в состав сельского поселения Раменское.

## Демография
В 1885 году в деревне проживало 325 человек, в 1905 году — 412 человек (196 мужчин, 216 женщин), в 1926 году — 254 человека (124 мужчины, 130 женщин). По переписи 2002 года — 7 человек (2 мужчины, 5 женщин). Население — 3 человек (2010).
| 1859 | 1868 | 1885 | 1905 | 1926 | 2002 | 2006 |
| ---- | ---- | ---- | ---- | ---- | ---- | ---- |
| 203  | ↗275 | ↗325 | ↗412 | ↘254 | ↘7   | ↘5   |
| 2010 |      |      |      |      |      |      |
| ↘3   |      |      |      |      |      |      |